# Jeden dzień bez godzin
Jeden dzień bez godzin – pierwszy album bydgoskiego zespołu jazzowego Glabulator, wydany przez kukunamuniu w 2013 roku.

## Spis utworów
1. An elephant with flu/Przeziębiony słoń 02:37
2. A lonely heart/Samotne serce 04:17
3. Chaotic walk/Chaotyczny spacer 05:10
4. Bob with the trapezoid eyeball/Bob trapezowe oko 04:00
5. Fingerprints/Linie papilarne 03:49
6. A momentary descent/Chwilowe zejście 06:15
7. Marabut and his son/Marabut i jego syn 02:54
8. Overture in c-minor/Uwertura c-moll 03:54
9. A day without hours/Jeden dzień bez godzin 03:26
10. The partizan song/Piosenka partyzancka 03:53

## Twórcy
- Tomek Glazik – saksofon tenorowy i barytonowy, klarnet basowy syntezator
- Jacek Buhl - perkusja, instrumenty perkusyjne